# Політична криза в Україні 2007
Політична криза в Україні 2007 — політичне протистояння законодавчої та виконавчої влади, з одного боку, та Президентом України, з другого боку, що виникло після підписання Віктором Ющенком Указу «Про дострокове припинення повноважень Верховної Ради України» котрим припинялась дія повноважень депутатів парламенту України та на 27 травня 2007 призначались дострокові вибори.
Спочатку більшість депутатів Верховної Ради (Коаліція національної єдності) не визнали Указу Президента, вважаючи його неконституційним. Цю позицію підтримали прем'єр-міністр Віктор Янукович та члени кабінету міністрів, котрі також відмовились визнавати Указ Президента і закликали своїх прихильників до виявлення протесту. Але потім всіма сторонами було досягнуто згоди про проведення дострокових виборів до Верховної Ради.

## Передісторія— невдале твореннякоаліціїв 2006 році
Унаслідок різних причин політичного характеру (зокрема через небажання Ющенка надати згоду на прем'єрство Ю. Тимошенко) після виборів-2006 була утворена дуже хитка політична конструкція, в якій співробітничали «Наша Україна» (Ющенко) та «Партія регіонів» (Янукович), що утворили «уряд Януковича», в якому було 8 міністрів від Ющенка і «Нашої України». Втім, уже через два місяця після призначення Януковича прем'єр-міністром, «Наша Україна» вимушена була перейти в опозицію; почалася «політична криза другої половини 2006 року», яка є нерозривною частиною «політичної кризи 2007 року».

## Розвиток подій в 2007 році

### 2 квітня

Президент Ющенко пояснює причини розпуска Верховної Ради України

У понеділок 2 квітня 2007 Президент України Віктор Ющенко підписав Указ № 264/2007, яким оголосив розпуск парламенту та призначив нові вибори до Верховної Ради України.
Реагуючи на цей Указ, депутати Верховної Ради п'ятого скликання через кілька годин відправили у відставку членів Центральної Виборчої комісії, призначених 2004 року (оформивши це як скасування постанови про їх призначення) та заборонили уряду України видавати кошти на дострокові вибори. За таке рішення проголосував 261 депутат. Таким чином, Верховна Рада не визнала дію Указу та вважає його «кроком до державного перевороту».
«Незважаючи на позитивні зміни, досягненні в економічній сфері, ігноруючи суспільну думку і Конституцію України, президент на догоду невеликій групі безвідповідальних політиків, указом від 2 квітня ухвалив рішення про розпуск найвищого законодавчого органу», — стверджується у відповідній постанові..
Наступними кроками депутатів Верховної Ради були:
- лист Президенту Віктору Ющенку з проханням скасувати дію указу про розпуск парламенту. У своєму зверненні депутати вказують на невідповідність указу Конституції України, а також на пропозиції щодо виходу з кризи, що містяться в постанові Верховної Ради, ухваленій увечері. З цього приводу Голова Верховної Ради Олександр Мороз заявив: «Враховуючи, що згадана постанова враховує майже всі пропозиції Президента щодо врегулювання політичного конфлікту, ми пропонуємо Вам скасувати свій Указ від 02 квітня 2007 року». Водночас після ухвалення постанови Олександр Мороз звернув увагу депутатів, що «злочинний указ» президента не містить посилання на 90 статтю Конституції, в якій прописано норми розпуску парламенту.
- Лідер «Народної Самооборони» Юрій Луценко обіцяє під час брифінгу на Майдані, що: «З завтрашнього дня на цьому місці буде встановлена сцена, яка буде дамокловим мечем над усіма тими, хто спробує зірвати демократичний виборчий процес і далі чіплятися своїми старими кігтями за насиджені крісла у Верховній Раді».

У свою чергу лідер БЮТ Юлія Тимошенко наголосила, що опозиційні сили «повністю узгодили, яким форматом ідуть на вибори» та що опозиційні сили вже підписали «всі необхідні коаліційні угоди», які в тому числі регламентують їхню діяльність після перемоги на виборах. Тимошенко запевнила, що опозиційні сили підуть на вибори двома демократичними колонами, так, як це було у 2002 році.
Проте пізніше, опозиція — прихильники розпуску Верховної Ради, відмовились від ідеї вуличної боротьби, натомість на Майдані проводяться мітинги прихильників «Коаліції національної єдності» — що володіють більшістю голосів у парламенті.

### 3 квітня
- Служба безпеки розглядає будь-які спроби змінити статус або кількість Центральної виборчої комісії як зазіхання на конституційний лад України. Про це повідомив в.о. Валентин Наливайченко після консультацій з Президентом в його секретаріаті.

«Будь-які спроби змінити статус або кількість, або вплинути поза законом, поза межами Конституції на Центральну виборчу комісію ми розцінюємо як перешкоду і посягання на конституційний лад держави», — заявив він.
- Верховна Рада Криму до винесення рішення Конституційним Судом щодо конституційності указу президента Віктора Ющенка про розпуск парламенту підтримуватиме Кабінет міністрів. Пізніше ще декілька обласних та міських рад висловлювались на підтримку тієї чи іншої сторони.
- Верховна Рада ухвалила постанову «Про деякі заходи щодо запобігання порушенням конституційного ладу та забезпечення невтручання НБУ в дії, які загрожують конституційному правопорядку».

У постанові зазначено, що з метою забезпечення конституційного правопорядку і громадського спокою у державі тимчасово, до ухвалення рішення Конституційного Суду щодо указу президента України про розпуск парламенту, забороняється Національному банку України та його посадовим особам «у будь-який спосіб брати участь у забезпеченні фінансування заходів, передбачених цим указом».
- Уряд України відмовився фінансувати дострокови виборі до парламенту і вважає, що здійснення таких витрат може знизити обсяги фінансування соціальних статей бюджету.

### 4 квітня

Прихильники ПРУ, КПУ та СПУ рухаються Європейською площею

- Прем'єр Віктор Янукович заявляє, що у випадку, якщо Президент займе непоступну позицію щодо дострокових виборів, Партія регіонів піде на ці вибори.
- Колони прихильників коаліції в Києві зайняли проїзну частину вулиці Грушевського і рухаються до Хрещатика. Вони йдуть кількатисячною колоною, якою учасники акції під прапорами Партії регіонів, СПУ, КПУ і національними прапорами України керують через гучномовець. Прихильники коаліції стрімко йдуть у бік Майдану Незалежності. Рух транспорту на Європейській площі і вулиці Грушевського заблокований. У цей час на Майдані Незалежності прихильники коаліції й уряду встановили сцену.

### 5 квітня
- Прем'єр Віктор Янукович виступає проти проведення дострокових виборів Президента та імпічменту Президенту, бо це лише ускладнить ситуацію.

«Ми проти будь-яких дій, що загострять ситуацію. І ті пропозиції, які лунають щодо дострокових виборів Президента, я вважаю, що вони деструктивні і лише поглиблять кризу», — заявив прем'єр.
- Конституційний Суд України відкрив провадження у справі про конституційність указу Президента про дострокове припинення повноважень Верховної Ради.

### 6 квітня
- Верховна Рада заборонила входження до коаліції позафракційних депутатів. Саме перехід народних депутатів від опозиційних фракцій до коаліційних і формування таким чином конституційної більшості Президент Ющенко назвав незаконним, на підставі чого і були оголошені позачергові вибори.
- Феодосійський міськсуд виніс у п'ятницю ухвалу, якою заборонив Кабміну й органам виконавчої влади і місцевого самоврядування проводити будь-які заходи щодо організації дострокових виборів у Верховну Раду до розгляду справи по суті, але вже за годину цей самий суд скасував своє рішення.

### 7 квітня
- Президент Віктор Ющенко підкреслює незворотність свого рішення про розпуск Верховной Ради і гарантує, що ситуація не дійде до суспільного протистояння.

### 9 квітня
- Верховна Рада збирається звернутися до міжнародних гарантів незалежності України з проханням надати допомогу для виходу з політичної кризи. Про це йдеться в заяві Верховної Ради України з приводу тиску президента Ющенка на Конституційний Суд. За словами авторів заяви, зараз іде тиск на КС з боку президента, який розглядає його указ про розпуск парламенту. «Ігноруючи вимоги Конституції, закону України про КС, президент Віктор Ющенко здійснює безпрецедентний тиск на конституційний суд», — наголошується в документі.
- Верховна Рада виступає за одночасне проведення позачергових виборів парламенту, Президента й референдуму щодо вступу в НАТО.

### 10 квітня
- Терміни проведення дострокових парламентських виборів можуть бути предметом переговорів політичних сил.

«Терміни — це одне з тих питань, що можуть бути вирішені в колі проведення переговорів. Головне, щоб ми знайшли конституційне формулювання в питанні термінів, щоб вони не піддавалися ревізії», — підкреслив Ющенко.
- Засідання Конституційного суду за поданням 53 депутатів щодо легітимності указу президента про розпуск Верховної Ради перенесено на 17 квітня.
- Служба безпеки України надала охорону п'ятьом суддям Конституційного Суду, які заявили про тиск на них та погрози з боку окремих політичних сил.

### 11 квітня
- Секретаріат президента спростовує інформацію про підготовку указу президента про перенесення дати дострокових парламентських виборів.

### 12 квітня
- Президент Віктор Ющенко готовий обговорювати питання термінів проведення дострокових виборів до Верховної Ради.
- Лідери партій, що входять до Коаліції національної єдності (ПРУ, КПУ, СПУ), підписали спільну заяву про те, що вони будуть брати участь у дострокових парламентських виборах, якщо вони будуть конституційними.
- Біля Будинку уряду відбулось зіткнення пікетувальників. Водночас у зв'язку з інцидентом «Наша Україна» офіційно заявила, що ввечері 12 квітня не організовувала жодних пікетів чи інших акцій поблизу Будинку уряду.

### 13 квітня
- Прем'єр-міністр Віктор Янукович вважає, що дострокові вибори у Верховну Раду за будь-яких умов не можуть відбутися 27 травня, як того вимагає президент Віктор Ющенко.
- Низка провідних телевізійних каналів України провели у п'ятницю акцію «День без політиків».

Така акція матиме «попереджувальний характер». Телеканали висвітлюватимуть політичні події, але жодних синхронів політиків, як центрального, так і регіонального рівня, не буде. Ця акція стала наслідком загальної втоми українців від бурхливих політичних подій протягом останніх 3 років.

### 14 квітня
- У Києві протягом дня відбулись масові заходи за участю прихильників коаліції, окрім Майдану Незалежності, біля Конституційного Суду України, Центральної виборчої комісії України, секретаріату президента України, Служби безпеки України, Кабінету міністрів України.

### 15 квітня
- Перший заступник міністра Кабінету міністрів Олена Лукаш вважає, що для фінансування позачергових виборів немає законних підстав.

### 16 квітня
- Антикризова коаліція наголошує на необхідності проведення круглого столу з президентом для пошуку виходу з кризової ситуації.
- Президент Віктор Ющенко підтверджує, що в пакеті пропозицій, направлених ним до прем'єра і більшості, є позиція про перенесення строку виборів.
- Парламентська коаліція має намір домагатися імпічменту президента у випадку, якщо Конституційний Суд визнає неконституційним указ глави держави про розпуск парламенту.

### 17 квітня
- Лідер опозиції Юлія Тимошенко, В'ячеслав Кириленко та Юрій Луценко закликають президента відкликати своїх суддів з КС.
- Президент Віктор Ющенко не виключає призупинення дії свого указу про розпуск Верховної Ради в частині дати проведення позачергових виборів для того, щоб ухвалити низку законопроєктів, необхідних для їхнього проведення.
- Див. також Дайджест Майдану: Конституційний суд. День перший. [Архівовано 27 квітня 2007 у Wayback Machine.]

### 18 квітня

Депутати від БЮТ блокують прохід суддям до Конституційного суду

- Другий день засідання Конституційного Суду у справі щодо конституційності указу президента про розпуск парламенту почався з зачинених воріт. Заблокований вхід до КС депутатами від опозиції та їхніми помічниками суддям і учасникам справи довелося брати штурмом.
- Депутати фракції БЮТ у повному складі написали заяву про складення депутатських повноважень. Президія блоку «Наша Україна» також зобов'язала депутатів фракції написати заяви про вихід із складу фракції «Наша Україна» у Верховній Раді. Верховна Рада України є повноважною за умови обрання не менше як двох третин від її конституційного складу (300 з 450). Фракція «Нашої України» у Верховній Раді нараховує 77 депутатів, фракція БЮТ — 125 парламентерів.
- Лідери об'єднаної опозиції закликають своїх прихильників у п'ятницю 20 квітня зібратися на Європейській площі і організувати «справжній Майдан».
- Див. також Дайджест Майдану. Конституційний суд. День другий [Архівовано 9 жовтня 2007 у Wayback Machine.]

### 19 квітня
- До Києва для участі у масових акціях прибули з різних регіонів України 255 автобусів та 4 потяги з прихильниками коаліції. Загальна кількість осіб, що приїхали, — 11 тисяч 117 осіб, повідомляє центр громадських зв'язків МВС у Києві.
- Див. також Дайджест Майдану: Конституційний суд. День третій. [Архівовано 22 квітня 2007 у Wayback Machine.]

### 20 квітня

Зустріч Президента Віктора Ющенко та Прем'єра Віктора Януковича

- Президент Віктор Ющенко заявив про готовність призупинити указ про розпуск парламенту за виконання низки умов. Серед таких умов Президент назвав ухвалення Верховною Радою низки законів, зокрема, змін до закону про вибори, про статус народного депутата, імперативний мандат та узаконення Універсалу національної єдності. Також серед вимог Ющенко назвав ухвалення закону про Кабінет міністрів в новій редакції з зауваженнями президента, закону про регламент Верховної Ради, закон про опозицію, закон про організацію виборчого процесу. Про це він заявив після чергової зустрічі з головою Кабміну Віктором Януковичем.
- Президент Віктор Ющенко вважає однією з найголовніших умов розв'язання кризи проведення всенародного референдуму щодо внесення змін до Конституції.
- Опозиційні політичні сили та учасники мітингу опозиції, який пройшов на Європейській площі, закликають Президента Віктора Ющенка негайно відправити у відставку Генерального прокурора Олександра Медведька та міністра внутрішніх справ Василя Цушка. Також на думку опозиції глава держави має вжити заходів для невідкладного відновлення роботи Центральної виборчої комісії та доручити Службі безпеки України прискорити розгляд справ стосовно тих високопосадовців, які бойкотують Указ Президента про розпуск парламенту і проведення дострокових виборів. У той час Прем'єр-міністр Віктор Янукович, виступаючи перед учасниками мітингу на підтримку коаліції на Майдані Незалежності, закликав політичні сили вирішити політичну кризу шляхом підписання мирної угоди.
- Див. також Дайджест Майдану: Конституційний суд. День четвертий [Архівовано 27 квітня 2007 у Wayback Machine.]

### 22 квітня
- Прем'єр Віктор Янукович закликає президента Віктора Ющенка виробити компромісне рішення до того, як Конституційний суд оголосить свій вердикт.[3]

### 23 квітня
- У Центральній виборчій комісії знову немає кворуму через повторну госпіталізацію члена ЦВК Олександра Чупахіна. Як відомо, із 6 квітня четверо з 13-ти членів комісії перебували на лікарняному, а саме — члени ЦВК за квотою КПУ Броніслав Райковський і Юрій Донченко, представник СПУ Чупахін, а також Ігор Качур. Рішення ЦВК вважаються легітимними тільки тоді, якщо в засіданні взяли участь 10 з 13 членів комісії.[4] У той час, як заявила замголови Центральної виборчої комісії Марина Ставнійчук. Проведення дострокових виборів до Верховної Ради України, заплановані на 27 травня, зривається.[5]
- Парламентська фракція Блоку Юлії Тимошенко готова повернутися до роботи у Верховній Раді на час пророблення законопроєктів, необхідних для проведення дострокових парламентських виборів.[6]

### 24 квітня
- БЮТ не сприймає серйозно план врегулювання політичної кризи, запропонований главою Верховної Ради 5-го скликання Олександром Морозом.[7]
- Прем'єр-міністр Віктор Янукович прогнозує вирішення політичної кризи до кінця квітня. «Ми вважаємо, що Віктор Ющенко помилився, але це вина його радників, які готували текст указу. Якщо він визнає свою помилку, ми не вимагатимемо його покарання», — заявив прем'єр.[8]

### 25 квітня

Президент Віктор Ющенко призначає нову дату виборів — 24 червня 2007 р.

- Представники Коаліції та опозиції провели першу зустріч з метою узгодження позицій щодо проведення позачергових виборів до Верховної Ради, але перемовини закінчилися безрезультатно.[9]
- Президент України Віктор Ющенко підписав указ про призначення позачергових парламентських виборів на 24 червня 2007 року (попередній указ скасовувався цим указом). В Указі Президент ще раз підтвердив намір провести позачергові вибори, а також наголосив, що невиконання указу про розпуск Верховної ради, в тому числі й Урядом, «межує з порушенням кримінального закону».[10]
- Координатор парламентської коаліції Раїса Богатирьова виступає за те, щоб і коаліція, і опозиція призупинили масові акції своїх прихильників. На її думку, політичні акції можна призупинити на час розробки необхідних змін до законодавства.[11]
- Конституційний Суд завершив дослідження матеріалів справи щодо конституційності указу президента про розпуск парламенту і перейшов до розгляду справи у закритому режимі.[12]

### 26 квітня
- Більшість депутатів від Партії регіонів пропонує розпочати процедуру імпічменту президента. «Ситуація, що виникла сьогодні, фактично означає, що подальші переговори з Президентом не мають значення», — зазначив член фракції Партії регіонів Тарас Чорновіл.[13]
- Президент Віктор Ющенко на виконання рішення Шевченківського районного суду міста Києва поновив Святослава Піскуна на посаді Генерального прокурора[14].

### 27 квітня
- У Конституційному Суді зареєстровано подання 160 народних депутатів щодо конституційності указу президента про перенесення дати проведення дострокових виборів від 26 квітня.[15]

### 28 квітня
- Віктор Янукович заявив про готовність брати участь у дострокових виборах Верховної Ради. „І якщо ми сядемо, і дійдемо до висновку, що нам необхідно дійсно йти на вибори, буде таке рішення прийняте, тоді назва тільки буде не «на підставі Конституції», а «на підставі політичних консультацій і погоджень», тоді ми будемо звертатися до своїх виборців, щоб нас зрозуміли, у чому тут полягає ситуація“, — заявив прем'єр.[16]

### 30 квітня

Віктор Ющенко проходить повз колони своїх прибічників

- Верховна Рада прийняла постанову про проведення одночасних виборів президента і народних депутатів. За прийняття такої постанови в цілому на проголосували 235 депутатів. Як зазначив спікер Олександр Мороз, постанову прийнято на основі частини 2 статті 3 і статті 5 Конституції. Відповідно до постанови, парламент постановляє визнати за необхідне провести вибори президента і народних депутатів у термін не пізніше ніж 90 днів з внесення відповідних змін до Конституції, але не пізніше 9 грудня 2007 року.[17]
- Відбулося засідання Центральної виборчої комісії, де було розглянуто низку питань з організації виборчого процесу. Як повідомляє прес-служба ЦВК, комісія працювала в межах правового поля, адже в її засіданні взяло участь 10 членів ЦВК, тобто був кворум.[18]
- Президент Віктор Ющенко звільнив заступника голови Конституційного Суду Валерія Пшеничного з посади судді КС «у зв'язку з порушенням присяги». Саме цей суддя призначив Сюзанну Станік доповідачкою у справі про легітимність указу Ющенка про призначення дострокових виборів.[19]

### 1 травня
- Президент Віктор Ющенко звільнив Сюзанну Станік з посади судді Конституційного суду України, «у зв'язку з порушенням присяги».[20] 25 березня 2008 року Колегія Верховного суду остаточно поновила Сюзанну Станік на посаді судді КС[21]. 2 квітня 2008 року Президент Віктор Ющенко поновив на її посаді.[22] 3 квітня 2008 року Президент Віктор Ющенко знову звільнив її з посади.[22]
- Лідери фракцій правлячої коаліції закликають міжнародну спільноту негайно втрутитися в ситуацію в Україні. Про це йдеться у зверненні Віктора Януковича, Олександра Мороза та Петра Симоненка до народу України, до ПАРЄ, Європейського Союзу, всіх міжнародних організацій та послів, акредитованих в Україні з приводу звільнення президентом судді Конституційного суду Сюзанни Станік.[23]

### 3 травня
- Кабінет міністрів схвалив збільшення держбюджету на 5 млрд гривень., передбачивши 127 млн гривень на створення державного реєстру виборців.[24]

### 4 травня

Віктор Янукович та Віктор Ющенко домовились про переведення позачергових виборів до Верховної Ради

- Президент Віктор Ющенко і прем'єр-міністр Віктор Янукович у результаті переговорів домовилися про проведення позачергових виборів Ради. Прем'єр-міністр Віктор Янукович, виступаючи перед учасниками мітингу на підтримку коаліції на Майдані Незалежності, закликав українців брати участь у позачергових виборах Верховної Ради. Віктор Янукович пояснює свою згоду на проведення позачергових виборів Верховної Ради бажанням зберегти єдність країни і поліпшити економічне зростання України.[25]

### 5 травня
- Група представників Президента і прем'єр-міністра узгодила структуру пакету політичного компромісу для забезпечення дострокових виборів до Верховної Ради.

### 7 травня
- Голова Верховної Ради Олександр Мороз ініціює саморозпуск Верховної Ради. Про це він сказав, виступаючи на відкритих громадських слуханнях з вирішення політичної кризи. Також на слуханнях присутні прем'єр-міністр України Віктор Янукович, екс-спікер Володимир Литвин, екс-президент Леонід Кучма, лідер фракції Партії регіонів, координатор парламентської більшості Раїса Богатирьова, лідер Комуністичної партії України Петро Симоненко, екс-голова ЦВК, народний депутат від Партії регіонів Сергій Ківалов, президент НАНУ Борис Патон, академік Володимир Семиноженко, політики, лідери партій, політологи.[26]
- Прем'єр Віктор Янукович наголошує, що рішення про проведення дострокових виборів повинно прийматися Верховною Радою.[27]

### 10 травня
- Президент Віктор Ющенко звільнив ще одного суддю Конституційного Суду Володимира Іващенка. Згідно з указом, Іващенко звільнений «у зв'язку з порушенням присяги».[28]
- Віктор Ющенко заявив, що якщо найближчим часом робоча група не домовиться про дату проведення позачергових парламентських виборів, він змушений буде виносити це питання на засідання Ради Нацбезпеки і оборони.[29]

### 11 травня

Засідання Робочої групи навіть за участі Президента закінчилося безрезультатно

- Олександр Мороз виступив за припинення переговорів з президентом Віктором Ющенком. «Віктор Ющенко продемонстрував, що він і далі здійснює заготований план, а тому із самого початку лише імітував пошук компромісу. Він не виконав і не має наміру виконувати дані обіцянки, в односторонньому порядку послідовно ухвалюючи рішення, які сприяють нагнітанню політичного протистояння», — зазначив він.[30]

### 24 травня
- Президент Віктор Ющенко заявляє, що в ході консультацій з прем'єром Віктором Януковичем 23 травня погодили дату виборів. «Була досягнена домовленість, через яку процедуру можна установити дату виборів, яка узгоджується з позиціями політичних сил. Ця дата була названа і рішення було підтверджене. І була домовленість, що до вечора на столі з'явиться протокол. Мова йшла про підтверджену позицію… Допізна вчора цей протокол не з'явився», — додав президент. «На жаль, в мене склалося враження, що переговори, які йдуть уже 52 дні для урядової більшості є фікцією. Це є спосіб затягнути час, сформувати тиски на судові органи, деморалізувати роботу органів ГПУ, зробити сигнали для суспільства, що влада не здатна провести вибори», — заявив Віктор Ющенко.[31]
- Президент Віктор Ющенко звільнив з займаної посади Генерального прокурора Святослава Піскуна. Виконуючим обов'язки Генпрокурора призначено прокурора Криму Віктора Шемчука. «Мотивація указу полягає в дотриманні норм Конституції відносно суміщення посад із депутатським мандатом», — заявив секретар РНБО Іван Плющ.[32]
- Після телефонного дзвінка помічника Генерального прокурора Святослава Піскуна про блокування роботи генпрокуратури туди прибув міністр внутрішніх справ Василь Цушко. Міністр прибув у супроводі спеціальний підрозділу «Беркут». Після розблокування Генпрокуратури та арешту кількох «невідомих осіб, одягнутих у спортивні костюми, зі зброєю під футболками» (пізніше з'ясувалось, що це були співробітники управління держохорони, діями яких з блокування Генпрокуратури керував Валерій Гелетей), Василь Цушко заявив, що «МВС забезпечить нормальну роботу генпрокурора Святослава Піскуна».[33]
- Співробітники управління служби держохорони, серед яких були також бійці спецпідрозділу СБУ «Альфа», прорвалися до будівлі генпрокуратури, їх приблизно трохи більше десятка. Співробітники Держохорони, що пройшли до Генпрокуратури, намагаються прорватися до кабінету Святослава Піскуна[34].

### 25 травня
- Парламент закликав військовослужбовців і правоохоронців бути вірними Конституції і законові. Верховна Рада проголосувала постанову, якою рекомендувала Генпрокуратурі «невідкладно дати правову оцінку фізичному перешкоджання доступу суддів Конституційного суду до будинку суду та силового захоплення службового приміщення генпрокурора працівниками управління держохорони»[35].
- Прем'єр-міністр Віктор Янукович закликає президента Віктора Ющенка припинити силові дії. «Я звертаюся до президента — негайно припинити силові дії. Сьогодні немає потреби вводити військові підрозділи в Київ і перепідпорядковувати внутрішні війська», — сказав він на зустрічі з послами.[36]
- Керівники внутрішніх військ висловили свою підтримку Президенту і зобов'язалися виконувати його накази як головнокомандувача.[37]
- Верховна Рада вважає указ президента про перепідпорядкування внутрішніх військ, розпорядження про посилення охорони Генпрокуратури такими, що не тягнуть юридичних наслідків і не підлягають виконанню. Крім того Верховна Рада зобов'язує Кабмін забезпечити неухильне виконання міністерством внутрішніх справ Закону про внутрішні війська МВС та інших загонів. «Забезпечити організацію проведення міністром внутрішніх справ роз'яснювальної роботи серед військовослужбовців, осіб начальницького і рядового складу щодо неприпустимості порушення Конституції і законів, попередити їх під розписку про кримінальну відповідальність за виконання явно злочинних наказів», — зазначається у тексті. «Забезпечити посилений режим охорони відповідними підрозділами МВС будинків Верховної Ради, адміністративних будинків Генпрокуратури, Нацбанку, центральних органів виконавчої влади та інших державних органів Києва та КМДА», — додається у тексті.

### 27 травня
- Президент, прем'єр-міністр та голова Верховної Ради домовилися про проведення дострокових парламентських виборів 30 вересня. «У нас є достойна новина для цього святого дня — політична криза в Україні завершилася. Ми знайшли вихід із досить довгих, не можу сказати, що легких, переговорів, але знайшли рішення, яке є компромісним», — зазначив Віктор Ющенко. Після цього він повідомив, що в результаті домовленостей було вирішено про проведення виборів 30 вересня на основі указу президента. Перед цим Верховна Рада має ухвалити три пакети документів, що мають забезпечити законодавчу базу для виходу з кризи. За словами президента, Верховна Рада має ухвалити необхідні законопроєкти 29-30 травня. Після цього будуть проведені з'їзди «Нашої України» та БЮТ, де вони обнулять свої списки.[38]
- Спікер Верховної Ради Олександр Мороз заявляє, що не має наміру затягувати строки розгляду й прийняття у Верховній Раді законів, необхідних для проведення дострокових виборів. Він відзначив, що робоча група погодила пакет законопроєктів, водночас не досягши угоди щодо ряду з них, зокрема, щодо статусу народного депутата й імперативного мандата.[39]
- Задля виходу з політичної кризи Верховна Рада має ухвалити три пакети документів. Про це повідомив президент Віктор Ющенко у неділю після завершення переговорів щодо виходу з кризи. Перший пакет — політичний, він стосується бази для проведення виборів. Другий пакет передбачає переголосування рішень, що були ухвалені парламентом з 2 квітня цього року, коли був ухвалений перший указ президента про дострокові вибори. Третій пакет стосується законопроєктів щодо СОТ та інших соціальних ініціатив, повідомив президент.[40]
- Прихильники Партії регіонів, які приїхали мітингувати до Києва, розбирають намети та роз'їжджаються по домівках. Повністю склали містечко на майдані Незалежності. Майже нічого не залишилося і від сцени, з якої представники коаліції зверталися до своїх прихильників. Згортають намети і в Маріїнському парку. Нині там перебувають близько півтисячі прихильників коаліції. Більшість людей вже сьогодні вирушать додому. І лише сотня мітингувальників чергуватимуть до 30 травня.[41]

### 29 травня
- Президент Віктор Ющенко зупинив дію статті 2 свого указу від 26 квітня про дострокове припинення повноважень Верховної Ради. Про це говориться в сьогоднішньому указі глави держави. «Зупинити на 29 і 30 травня 2007 року дію статті 2 Указу Президента України від 26 квітня 2007 року № 355 Про дострокове припинення повноважень Верховної Ради України і призначення позачергових виборів», — говориться в указі Президента.[42]
- Верховна Рада проголосувала за постанову, якою скасовуються рішення Верховної Ради щодо указів президента про розпуск парламенту. За таке рішення проголосувало 397 депутатів. Не голосували лише фракція комуністів. Цією постановою Верховна Рада визнала такими, що втратили чинність, деякі свої постанови, ухвалені з 2 квітня по 17 травня як реакція на укази Президента. Зокрема, скасовуються постанови:

— від 2 квітня «Про політичну ситуацію в Україні, пов'язану з оголошенням указу президента від 2 квітня 2007 року про дострокове припинення повноважень Верховної Ради»,
— від 4 квітня «про особливості організації роботи верховної Ради до розв'язання політичного конфлікту в Україні»,
— від 26 квітня «Про указ президента про дострокове припинення повноважень Верховної Ради та призначення позачергових виборів»,
— від 30 квітня «Про вибори президента України та народних депутатів»,
— від 15 травня «Про завершення конституційної процедури законотворчого процесу і набрання чинності законами України, ухваленими Верховною Радою протягом квітня 2007 року»,
— від 17 травня «Про звільнення судді» (Петра Стецюка).
- Президент Віктор Ющенко підписав закон про внесення змін до закону про ЦВК, згідно з яким повноваження всього складу комісії можуть бути достроково припинені Верховною Радою за вмотивованим поданням президента.[44]

### 30 травня
- Голова Верховної Ради Олександр Мороз пропонував заслухати в залі парламенту заяви депутатів БЮТ та «Нашої України» про вихід з фракції, які стануть підставою дострокових виборів. За його словами, 151 депутат має написати заяви, але перед цим потрібно виписати процедуру, щоб «не чинилися махінації». Тільки після цієї процедури та скасування передвиборчих списків опозиційними фракціями Верховна Рада може вважатися недієздатною, що дасть підстави для призначення виборів.[45]

### 31 травня
- Якщо парламент до кінця 31 травня не реалізує політичні домовленості, вибори відбудуться через 60 днів. Про це заявив президент Віктор Ющенко.[46]
- Верховна Рада ухвалила зміни до державного бюджету на 2007 рік. «За» проголосувало 380 депутатів. Змінами до бюджету виділяється 365 мільйонів гривень на проведення виборів. Фінансування цих видатків пропонується здійснити з єдиного казначейського рахунку за рахунок перевиконання планів доходів державного бюджету у 2006 році.[47]
- Верховна Рада призначила новий склад Центрвиборчкому. За таке рішення проголосувало 424 депутати.[48]
- Президент Віктор Ющенко поновив Олександра Медведька на посаді Генерального прокурора. Також цим указом було скасовано дію указу про призначення Віктора Шемчука виконуючим обов'язки Генпрокурора. Одразу Олександр Медведько призначив Віктора Шемчука своїм першим заступником.[49]

### 2 червня
- Блок «Наша Україна» припинив депутатські повноваження 66 депутатами фракції блоку, обраних у Верховну Раду в березні 2006 року.[50]
- З'їзд Блоку Юлії Тимошенко одноголосно проголосував у суботу за рішення про складення депутатських повноважень 103 депутатів Верховної Ради від блоку. У такий спосіб з'їзд позбавив депутатських повноважень всіх 129 членів фракції БЮТ, у тому числі 103 депутати, що написали заяву про вихід із фракції, а також 26 депутатів, яких позбавили мандата на з'їзді за порушення фракційної дисципліни. Але офіційно ухвалити рішення щодо розпуску фракцій БЮТ та «Наша Україна» ще має ЦВК, після цього Верховна рада, в якій кількість Депутатів менше 300, згідно з Конституцією, припиняє свої повноваження.[51]

### 5 червня
- Президент Віктор Ющенко призначив дострокові вибори до Верховної Ради на 30 вересня 2007 року.[52] Іншим указом від цього ж дня Віктор Ющенко визнав такими, що втратили чинність указ «Про дострокове припинення повноважень Верховної Ради України та призначення позачергових виборів» від 26 квітня 2007 року, а також укази від 29 травня, 30 травня та 1 червня про призупинення цього указу для легітимізації Верховної Ради.[53]

### 6 червня
- Прем'єр-міністр Віктор Янукович вважає нинішню Верховну Раду легітимною попри указ Президента, який визнав її неповноважною та призначив вибори на 30 вересня. «Верховна Рада легітимна, поки не буде остаточного рішення чи роз'яснення Конституційного суду», — сказав Віктор Янукович.[54]
- Президент Віктор Ющенко заявляє, що Верховна Рада п'ятого скликання втратила свою повноважність з відповідними міжнародно-правовими наслідками. «Віднині народні депутати України п'ятого скликання можуть виконувати далі лише ті свої повноваження, що безпосередньо не пов'язані з повноваженнями Верховної Ради України та її представництвом у зовнішніх контактах», — сказав він.[55]

### 15 червня
- Перший заступник голови Верховної Ради Адам Мартинюк зачитав 27 заяв про вихід із фракції депутатів від БЮТ і 19 — від депутатів «Нашої України». Таким чином, станом на п'ятницю депутатські повноваження склав 151 депутат з 150 необхідних. В цьому випадку згідно з Конституцією України Верховна Рада вважається недієздатною, та припиняє свої повноваження.[56]

### 1 серпня
- Президент Віктор Ющенко видав четвертий указ про призначення дострокових виборів до Верховної Ради на 30 вересня. Новим указом від 31 липня президентом внесено зміни до указу від 5 червня. Зокрема, назву указу викладено в такій редакції: «Про призначення позачергових виборів до Верховної Ради України у зв'язку з неповноважністю Верховної Ради України та достроковим припиненням її повноважень». Статтю 1 доповнено словами «у зв'язку з неповноважністю Верховної Ради та неможливістю її відновлення, що спричинило дострокове припинення повноважень Верховної Ради України». Видати четвертий указ Президента наполягали комуністи та Партія регіонів.[57]

### 2 серпня
В Україні офіційно стартувала передвиборча кампанія до позачергових виборів у Верховну Раду, призначених на 30 вересня.